# کفشدوزک هفت‌خال
کفشدوزک هفت‌خال یا سی سون (نام علمی: Coccinella septempunctata) گونه‌ای از کفشدوزک‌های کوسینلا است. این گونه در اروپا به نسبت مابقی گونه‌ها معروف تر می‌باشد. بر روی هر بال‌پوش کفشدوزک هفت‌خال که قرمز رنگ هستند، به تعداد ۳ عدد خال موجود است که به همراه یک خال که بر روی محل اتصال دو بال قرار دارد، جمعاً" هفت عدد می‌گردند. کفشدوزک‌های هفت‌خال و همچنین لارو آنها بسیار پرخور هستند و برای شتهها نوعی درنده (شکارچی) به شمار می‌روند. کفشدوزک هفت‌خال نوعی کنترل زیستی آفت محسوب می‌شود.

## نگارخانه

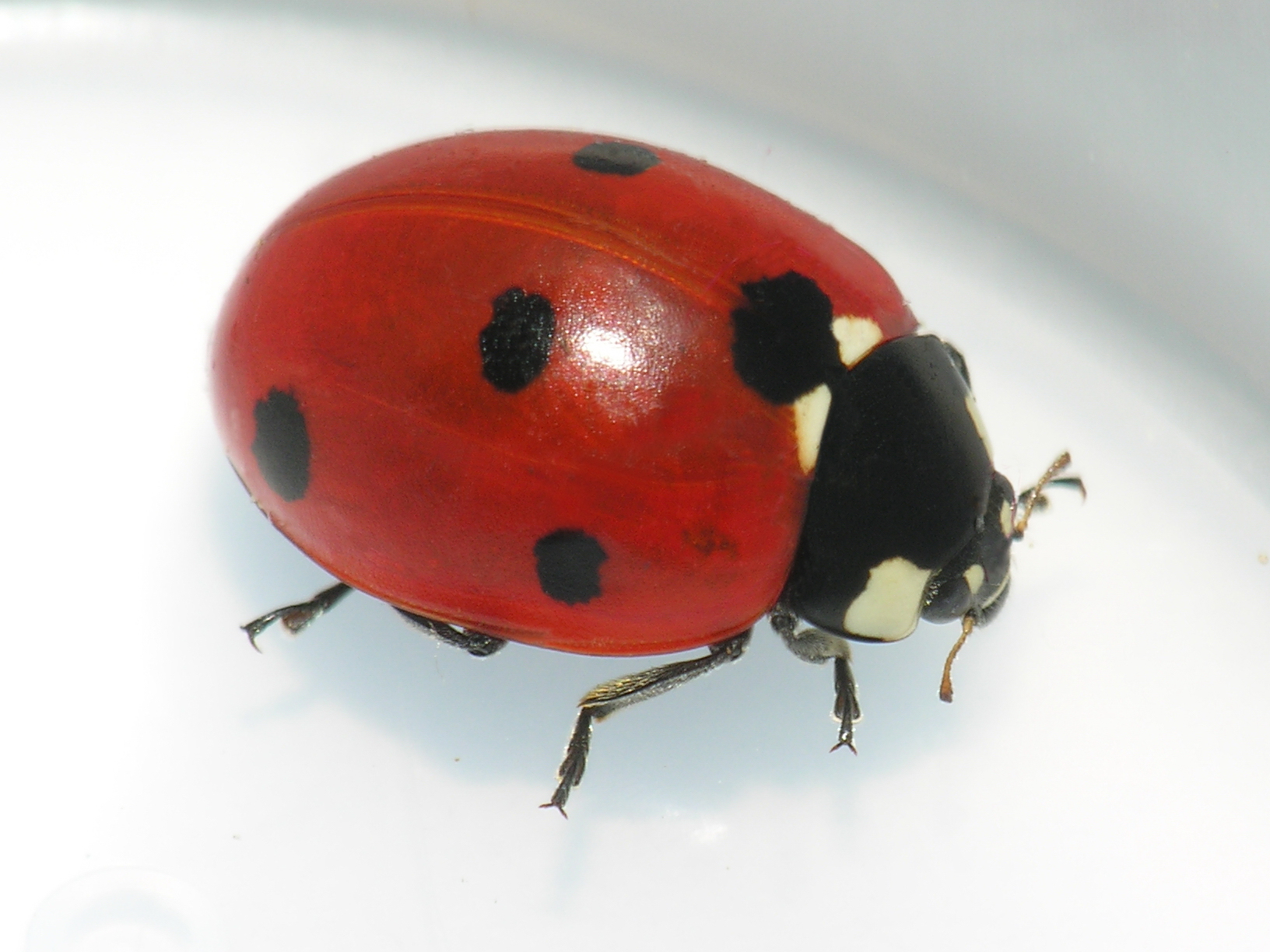
نمای نزدیک
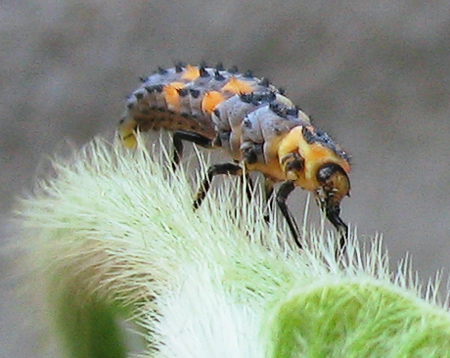
لارو
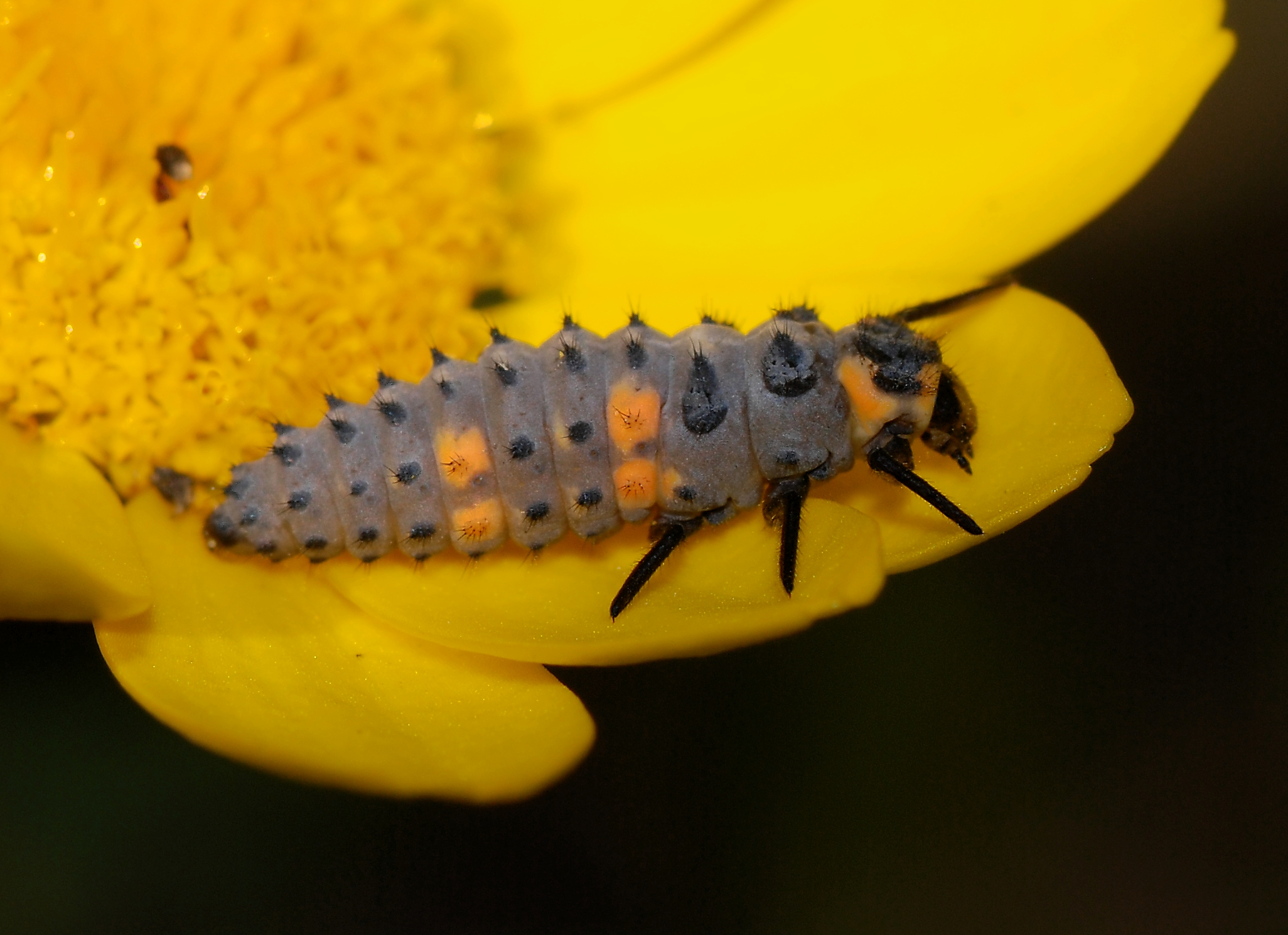
لارو
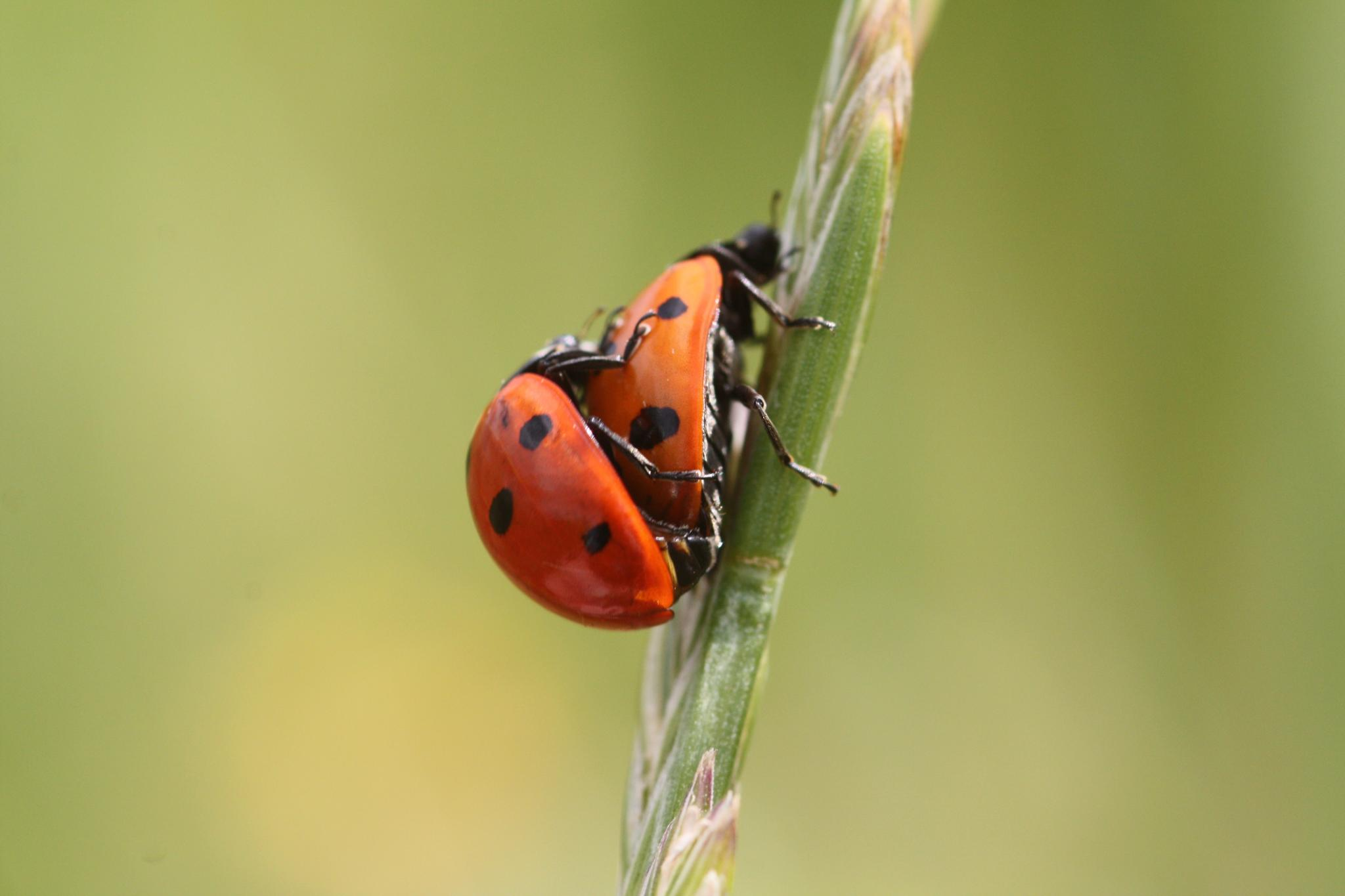
جفت‌گیری
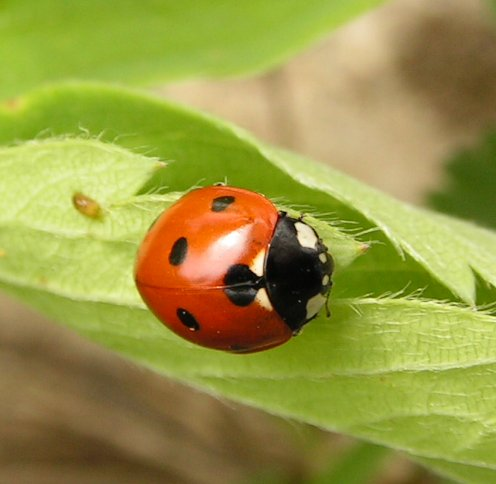
کفشدوزک
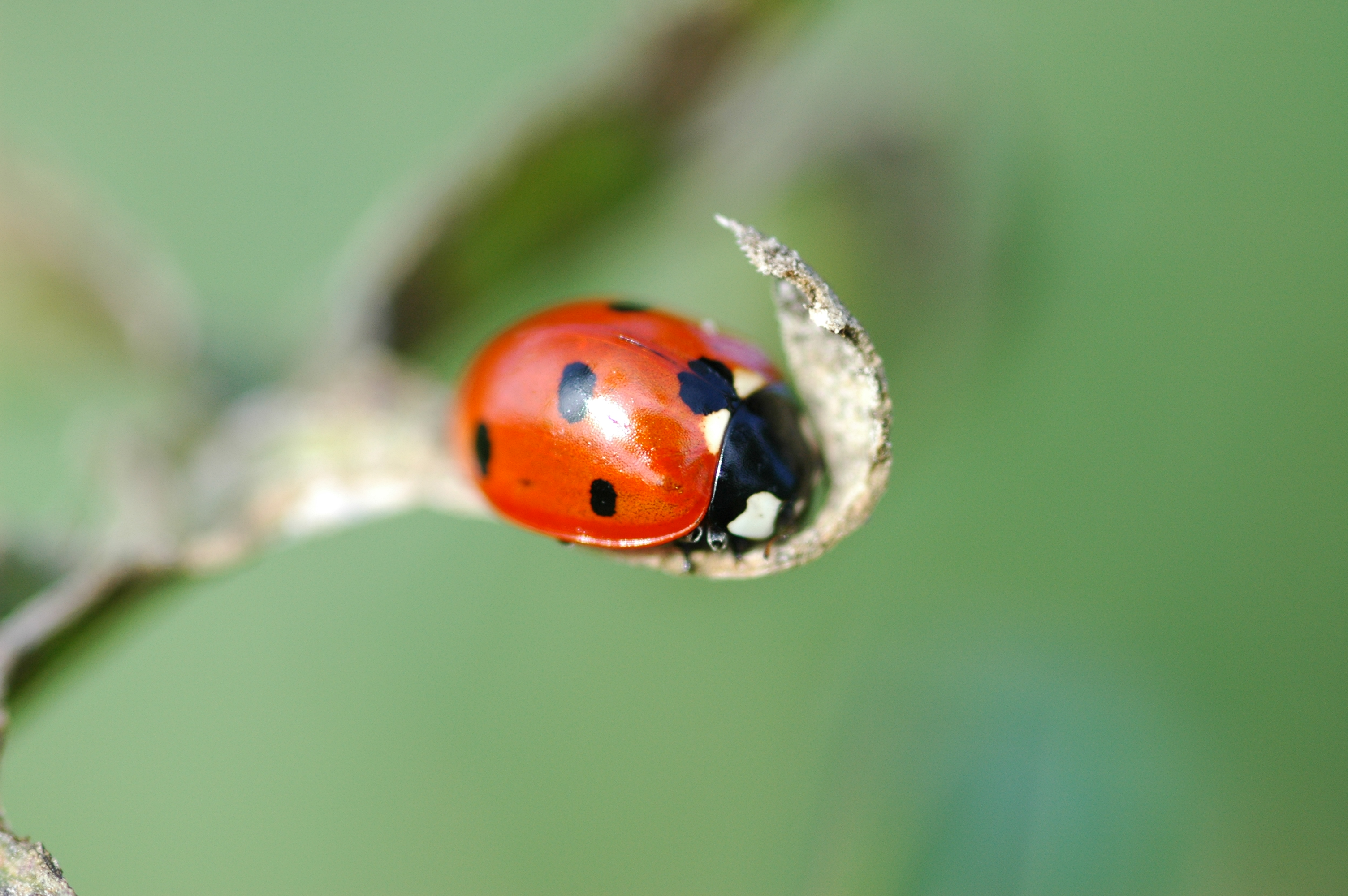
بر روی برگ
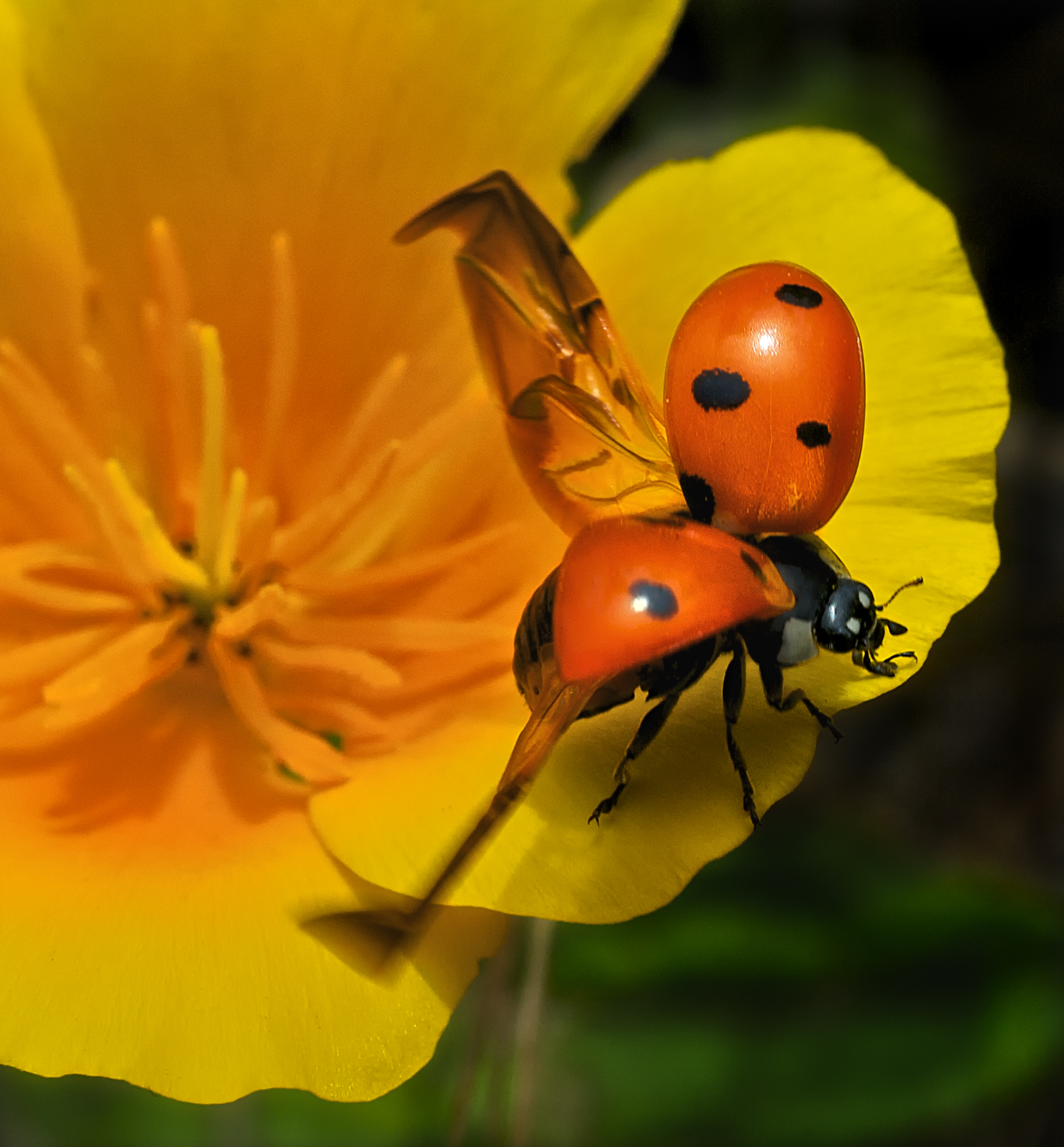
آماده پرواز
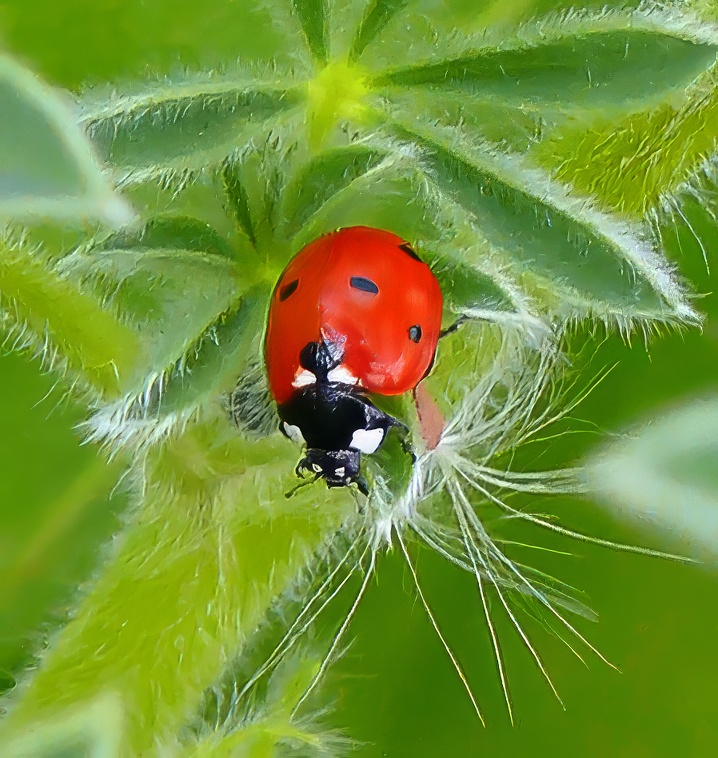
کفشدوزک روی برگ